# Sirenis
Els sirenis (Sirenia) o vaques marines són un ordre de mamífers herbívors que viuen en aiguamolls, rius, estuaris, zones humides marines i aigües litorals. N'hi ha quatre espècies vivents repartides entre dues famílies: els dugòngids (el dugong i la vaca marina de Steller, ja extinta) i els triquèquids (el manatí amazònic, el manatí del Carib i el manatí africà). Se'n coneixen dues famílies extintes: els prorastòmids (sirenis parcialment terrestres de l'Eocè) i els protosirènids (de la mateixa època). Els sirenis, que formen el clade dels penungulats juntament amb els proboscidis i els hiracoïdeus, evolucionaren durant l'Eocè, fa 50 milions d'anys. Els dugòngids i els triquèquids se separaren a l'Eocè superior o l'Oligocè inferior (fa 30-35 milions d'anys).
El nom dels sirenis ve del grec antic Σειρήνες, Seirenes, que significa ‘sirenes’. El nom ve del fet que suposadament s'assemblen a sirenes quan estan alletant les cries. Es creu que les observacions de sirenis es troben a l'origen del mite de les dones-peix. Per algun motiu, la majoria de civilitzacions que estaven en contacte amb els sirenis els donaven noms i epítets femenins; a Egipte se'ls donava el nom de «formosa donzella del mar»; a Kenya, se'ls anomenava «reina del mar»; a Indonèsia rebien el nom de «princesa dugong» i a la conca de l'Amazones se'ls coneixia pel nom de «peix-dona». El dugong rep el seu nom de la paraula tagalog dugong, que és un manlleu del malai duyung. Ambdós volen dir ‘senyora del mar’. D'altra banda, manatí és una paraula d'origen taíno que significa ‘pit’, en referència a les mamelles que tenen les femelles d'aquests animals a prop de les aixelles.
Antigament, els mariners confonien la paraula «manatí» amb l'expressió llatina manati (‘dotats de mans’), cosa que els feia pensar que les aletes d'aquests animals eren mans.

## Anatomia exterior

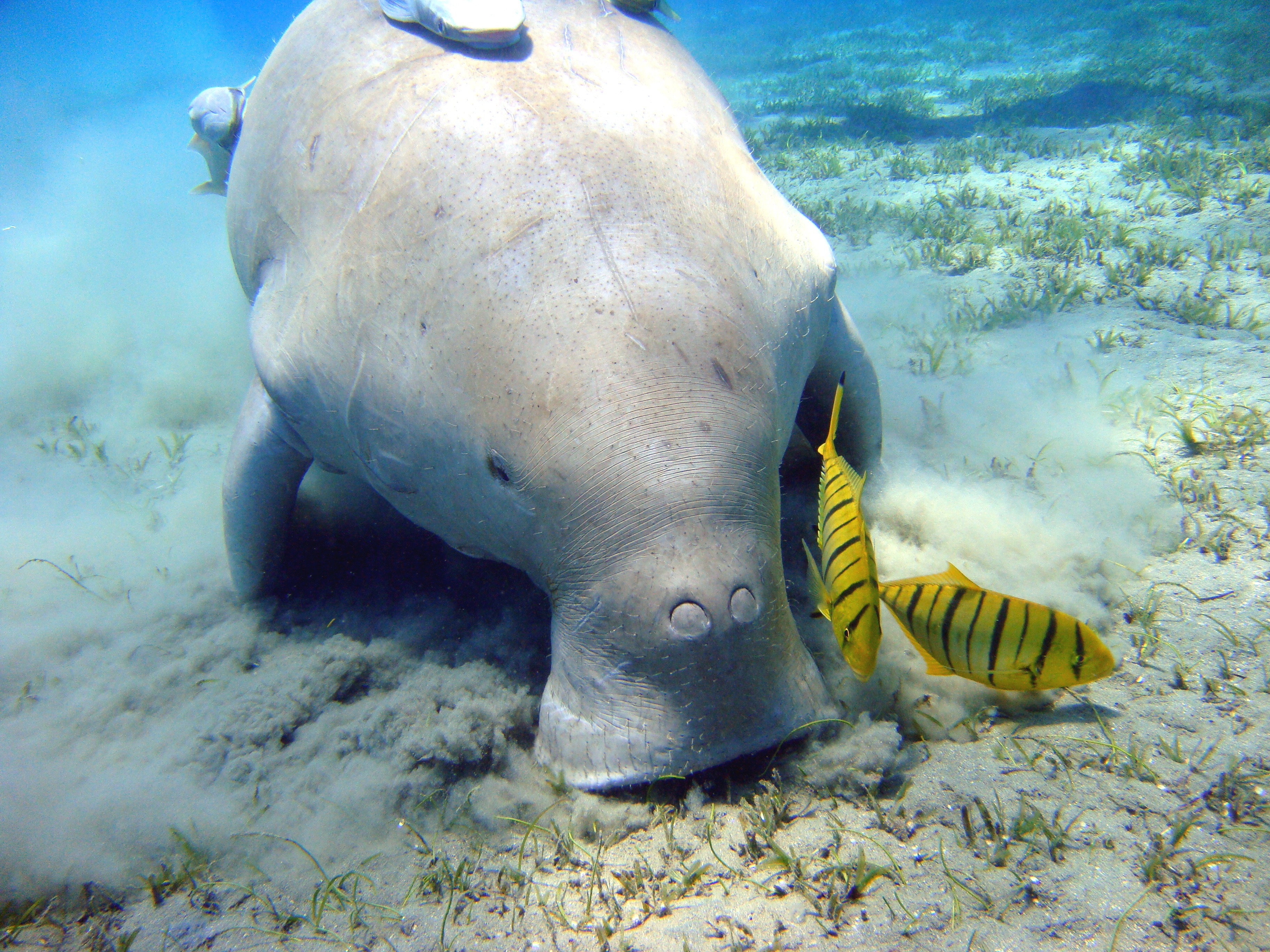
Dugong

Els sirenis són animals de gran mida amb un cos cilíndric. Les espècies modernes assoleixen una longitud d'entre dos metres i mig i quatre metres. La vaca marina de Steller (Hydrodamalis gigas), que s'extingí al segle xviii, només 27 anys després del seu descobriment, podia arribar fins a gairebé vuit metres de longitud. El pes de les espècies modernes varia entre 250 i 1.500 kg. Les potes anteriors d'aquests animals s'han transformat en aletes i les potes posteriors han quedat molt reduïdes. A diferència de la majoria de cetacis, no tenen aleta dorsal i la cua ha quedat transformada en una aleta horitzontal. Un múscul cutani modificat, el musculus panniculus carnosus, forma el múscul principal de propulsió de l'aleta caudal. La forma de l'aleta caudal és la característica diferenciadora més important entre les dues famílies modernes. Mentre que els dugongs presenten una aleta en forma de mitja lluna, els manatís en tenen una en forma de cercle o de pala.
El musell sobresurt del cap d'una manera força destacada i és obtús; està cobert de dures vibrisses. Els narius se situen a la part superior del musell. En comparació amb el tronc, el cap és relativament gran, però el cervell, amb un pes de només 250-300 g, és un dels més petits de tots els mamífers en proporció a la mida total del cos.
La pell és molt gruixuda i arrugada, però en les espècies actuals que viuen en aigües tropicals l'epidermis és molt prima. La vaca marina de Steller, que vivia en aigües polars, havia aconseguit adaptar-se gràcies a una gruixuda epidermis de fins a 7,5 centímetres de gruix, cosa que li donà el sobrenom d'«animal-escorça». Els pèls dels sirenis queden limitats a alguns quants situats a prop de la boca, així com alguns al tronc. En canvi, els embrions tenen un pelatge complet i els sirenis nounats tenen molt més pèl que els adults.

## Esquelet

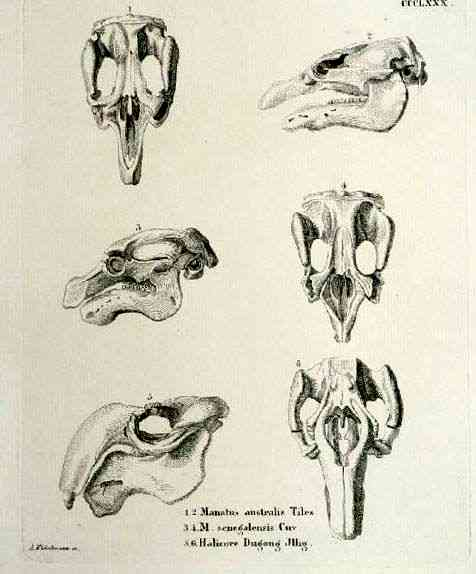
Els cranis de diversos sirenis (manatí del Carib, manatí africà i dugong). Il·lustracions de Johann Andreas Fleischmann.

Igual que els cetacis, els sirenis passaren per un procés de paquiostosi, és a dir, un engruiximent dels ossos dels esquelets, així com un espessiment de la matèria òssia a causa d'una reducció dels canals haversians i els porus medul·lars. L'esquelet i, per tant, l'animal en general, són més pesants i tenen una menor sustentació a l'aigua, però els ossos són menys flexibles i es trenquen més fàcilment. El crani presenta un rostre molt allargat format per l'os incisiu, que en el dugong es corba cap endavant i cap avall. Els ossos jugals són molt amples i se situen a una posició relativament alta del crani. S'hi insereix la musculatura masticatòria amb el gran múscul masseter. Els narius es troben bastant cap enrere, a la vora dorsal del crani. La part posterior del crani, formada pel neurocrani i les temples, és relativament petita.
La dentadura és diferent en cada grup de sirenis. En els manatís, les incisives estan atrofiades. En els dugongs, la primera incisiva forma un petit ullal en el cas dels mascles, mentre que en les femelles no sobresurt de la mandíbula. Les canines estan totalment absents en totes les espècies recents. El canvi de dents té lloc de la mateixa manera que en els elefants (canvi de dents horitzontal); es tracta d'una característica que es desenvolupà en cada ordre de manera independent. Així doncs, les dents posteriors (premolars i molars) creixen unes després de les altres i a la vora anterior estan desgastades. En els grups fòssils basals, la dentadura encara es conservava completa i, per tant, era possible un canvi de dents normal. La part anterior de la geniva està dotada d'unes plaques que probablement tenen un paper en l'alimentació. La curta llengua també en té.
El nombre de vèrtebres també varia segons l'espècie. Els manatís són l'únic grup de mamífers, juntament amb el peresós didàctil de Hoffmann (Choloepus hoffmanni), que només té sis vèrtebres cervicals, mentre que el dugong i l'extinta vaca marina de Steller en tenen set. Hi ha 17 vèrtebres dorsals en Trichechus i Hydrodamalis i 19 en Dugong. Les vèrtebres lumbars poden ser dues (Trichechus), quatre, o cinc (Dugong). Els vestigis de la pelvis o bé no estan units amb la columna vertebral o bé hi estan units únicament per un lligament, de manera que només hi ha una vèrtebra sacra. La cua es compon d'entre 22 i 24 vèrtebres caudals en els manatís i 28 o 29 en els dugongs.
La pelvis està reduïda a un simple vestigi i es limita a una porció de l'isqui encaixada en teixit muscular. Les extremitats posteriors estan totalment absents i les anteriors s'han transformat en unes aletes. A l'espatlla, la clavícula està reduïda i l'omòplat pot tenir una forma amb tres cantons (Trichechus) o en forma de falç (Dugong). Les mans presenten cinc falanges encaixades en teixit muscular i, a diferència dels cetacis, totes les articulacions de les aletes són mòbils.

## Anatomia interior
En els sirenis, com en els altres mamífers, els pulmons ocupen tot l'espai que hi ha per sobre el diafragma. El diafragma, tanmateix, té una gran extensió horitzontal i arriba fins poc abans dels vestigis de la pelvis, de manera que els pulmons queden a la regió dorsal. Amb aquesta configuració, la sustentació creada pels pulmons plens d'aire queda repartida per tot el pla horitzontal de l'animal, cosa que li permet moure's i nedar de manera estable dins l'aigua. El cor és a prop del cap, entre els dos pulmons i, com en els elefants, presenta una profunda incisió entre ambdós ventricles, a l'àpex del cor. Així doncs, els sirenis tenen un cor amb dos flancs, una característica que només s'observa en ells i en els proboscidis i que en demostra la relació (autapomorfia).
L'aparell digestiu es compon d'un estómac unicameral amb un duodè que presenta una gran protuberància, el bulb del duodè, així com un intestí que mesura unes vint vegades la longitud corporal de l'animal. L'estómac i el bulb serveixen sobretot per emmagatzemar l'aliment molt ben masticat, mentre que la digestió pròpiament dita té lloc a l'intestí. L'aliment triga una mitjana de cinc dies des que és ingerit fins que és digerit i expulsat.
Els ovaris de les femelles són a prop de les parets de l'estómac. L'úter té dues banyes i les dues meitats queden separades per un septe. Els testicles dels mascles també són a la cavitat abdominal; el penis se situa sota les parets de l'estómac, en una funda del penis. La musculatura del penis se situa als vestigis de l'isqui de la pelvis.

## Distribució i hàbitat
Les regions que ocupen les espècies vivents de sireni no s'encavalquen i a més estan bastant distants les unes de les altres. Així doncs, l'única espècie encara vivent de dugòngid, el dugong (Dugon dugon), es troba exclusivament a les aigües costaneres de l'oceà Índic i de l'oest del Pacífic, incloent-hi la mar Roja. Les espècies de triquèquids es reparteixen per: 
- una regió del Golf de Mèxic davant la costa de Florida i el sud-est dels Estats Units, així com la costa septentrional de Sud-amèrica (manatí del Carib);
- a la regió del riu Amazones a Sud-amèrica (manatí amazònic); i, finalment,
- als sistemes fluvials del riu Níger i altres rius d'Àfrica occidental, entre el Senegal i el nord d'Angola (manatí africà).

Mentre que totes les espècies vivents habiten en aigües tropicals, l'hàbitat de l'extinta vaca marina de Steller es trobava a les aigües polars de la mar de Bering.

## Comportament
Pel que fa tant al mode de vida com al comportament social dels sirenis, encara hi ha molt per conèixer. Solen viure en solitari o en petits grups familiars, però en rares ocasions es formen grups més grans amb diversos centenars d'animals. Així doncs, gairebé no hi ha interaccions socials, amb l'excepció del vincle mare-cria, que dura un parell d'anys. No se'n pot definir un mode de vida nocturn o diürn, car aquests afroteris poden ser actius tant de dia com de nit. La comunicació és sobretot per mitjans acústics i tàctils. Entre les mares i les cries es pot escoltar el que s'anomena «duets mare-cria», que s'emeten en una freqüència d'entre 600 i 6.000 hertzs.
Els sirenis es mouen flotant i nedant. Els adults surten cada entre un i cinc minuts a la superfície per respirar, però les immersions més llargues poden durar fins a aproximadament vint minuts.
A part dels humans, els sirenis tenen molt pocs predadors naturals. Als hàbitats marins, hi ha els taurons més grans i les orques; als hàbitats fluvials hi ha sobretot els cocodrils i a Sud-amèrica també els jaguars.

## Dieta

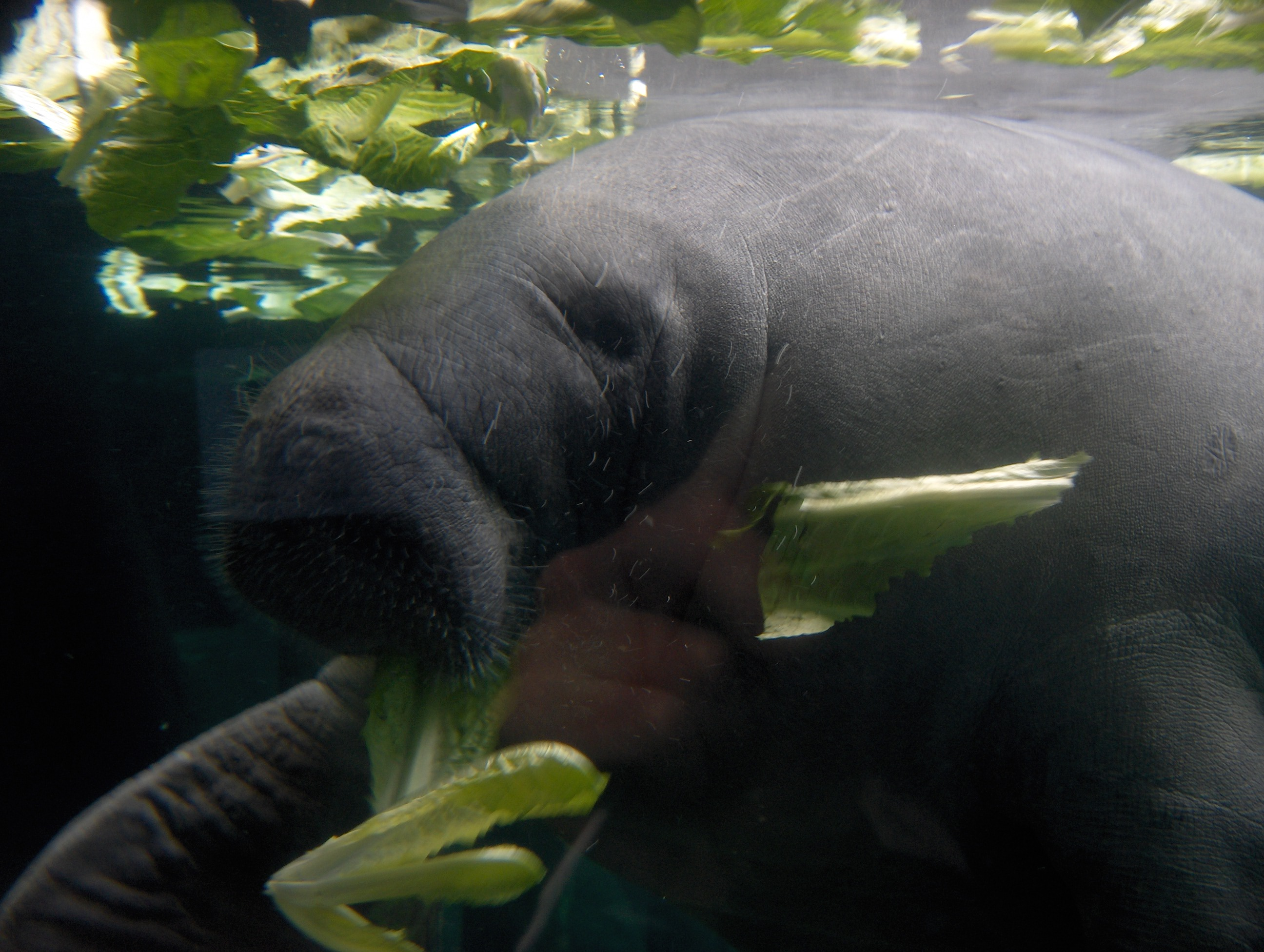
Manatí del Carib

Els sirenis s'alimenten principalment de matèria vegetal; la seva dieta es compon d'herbes marines, algues i altres plantes aquàtiques. També mengen fulles d'arbres que els queden a l'abast, com en el cas dels manglars. Els manatís necessiten entre quaranta-cinc i seixanta-vuit quilograms d'aliment vegetal per dia, de manera que es passen una mitjana d'entre sis i vuit hores al dia menjant. Mentre que els manatís s'alimenten principalment a prop de la superfície i les espècies d'aigua dolça també agafen eicòrnies i altres plantes de la terra, els dugongs s'alimenten exclusivament al fons marí. Les vaques marines de Steller s'alimentaven sobretot de macroalgues.
No és clar en quina mesura els sirenis complementen la seva dieta amb preses animals. Probablement sense adonar-se'n, consumeixen petits invertebrats juntament amb el seu aliment vegetal, cosa que els serveix de font de proteïnes. S'han donat casos d'exemplars en captivitat que menjaven peixos amb entusiasme. En el cas dels manatís del Carib, a Jamaica hi ha hagut observacions d'animals que treien peixos de les xarxes i se'ls menjaven.

## Reproducció i desenvolupament

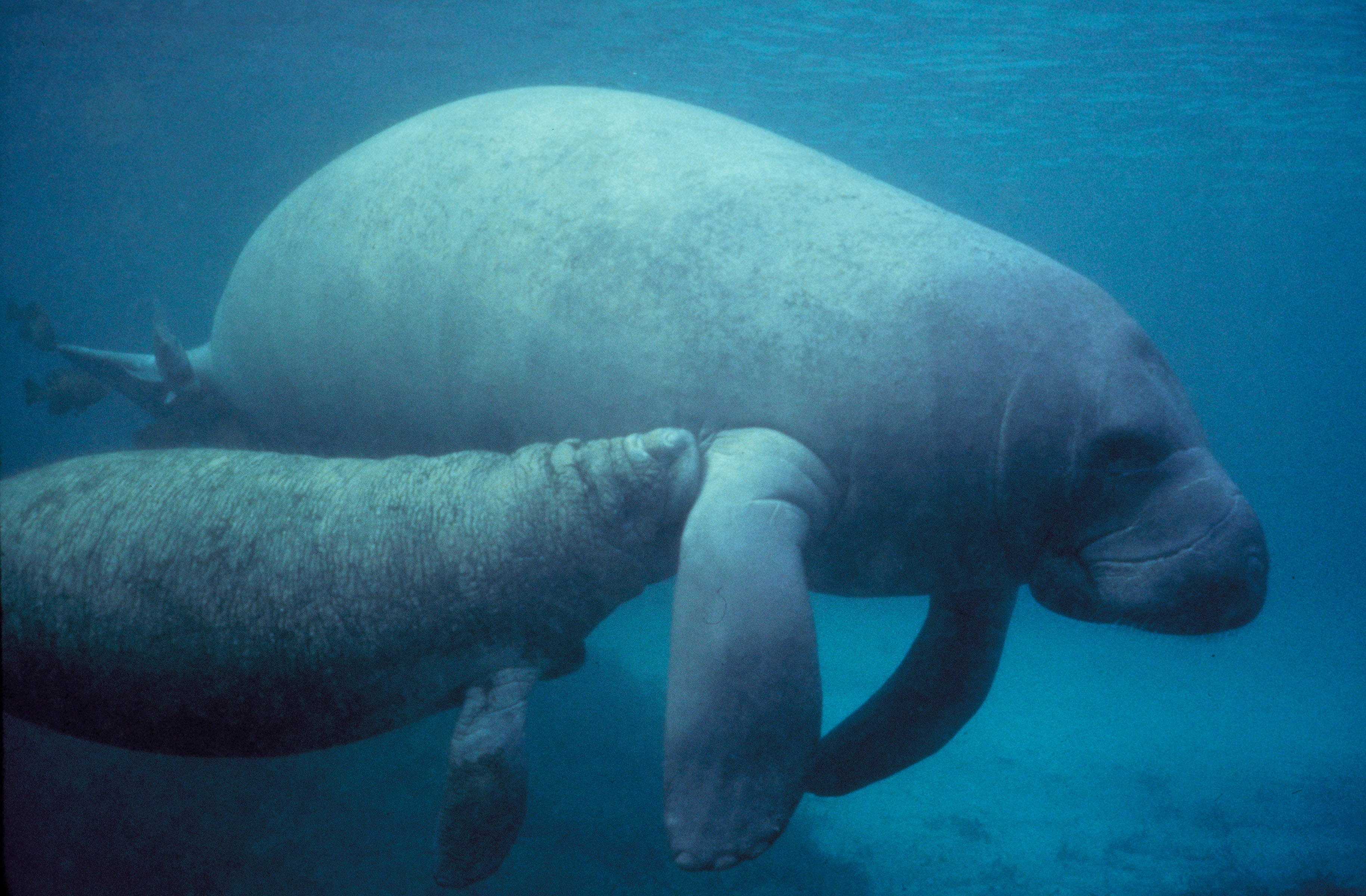
Manatí del Carib amb la cria.

En els sirenis no hi ha ni un període d'aparellament limitat ni un comportament d'aparellament específic. La femella ovula diverses vegades per any i copula a l'aigua amb diversos mascles sense que hi hagi combats entre ells. El zigot queda al centre de l'úter. El fetus o embrió rep el que necessita de la seva mare per mitjà d'una placenta en forma de cinturó (placenta zonaria). Les cries neixen a l'aigua després d'una gestació d'entre dotze i catorze mesos i després de néixer neden immediatament a la superfície per respirar. En aquest moment, pesen entre deu i trenta quilograms. Durant els següents divuit mesos, la cria és alletada per la mare i després d'aquest període encara roman alguns mesos a prop de la mare. Els sirenis assoleixen la maduresa sexual a entre sis i deu anys. En total, els manatís tenen una longevitat d'uns quaranta anys i els dugongs, de seixanta.

## Filogènesi i sistemàtica
Els primers fòssils de sirenis coneguts daten de l'Ipresià d'Hongria i tenen una edat d'aproximadament cinquanta milions d'anys. Els descobriments més antics inclouen una vèrtebra d'un dugòngid de l'Índia, costelles d'un sireni no identificat d'Hongria i restes més grans de Jamaica, que han estat assignades a la família dels prorastòmids. Els prorastòmids foren herbívors quadrúpedes que encara es podien moure amb facilitat a terra ferma, però que probablement ja vivien principalment a l'aigua. A l'Eocè superior també hi aparegué el gènere Protosiren, que estava àmpliament estès per Europa, Egipte, el sud d'Àsia i l'est de Nord-amèrica. Juntament amb dos gèneres encara no descrits de l'Eocè de Florida, Protosiren forma la família dels protosirènids, una de les dues famílies extintes de sirenis. Les potes posteriors d'aquests animals estaven reduïdes, però probablement encara eren funcionals. A partir de l'Eocè evolucionaren els dugòngids, que encara tenien potes posteriors més rudimentàries i assoliren una gran diversitat. Es coneixen desenes d'espècies fòssils d'aquesta família. L'altra família encara vivent, la dels manatís, aparegué a finals de l'Oligocè a Europa, però les restes més antigues que es poden assignar amb tota certesa a la família daten del Miocè mitjà de Sud-amèrica. És possible que els manatís evolucionessin a partir dels dugòngids. Es coneixen molts fòssils de sirenis del Miocè i el Pliocè que provenen de regions molt variades, però després del Pliocè perderen la immensa majoria de la seva diversitat, probablement a causa del canvi climàtic del Plistocè.

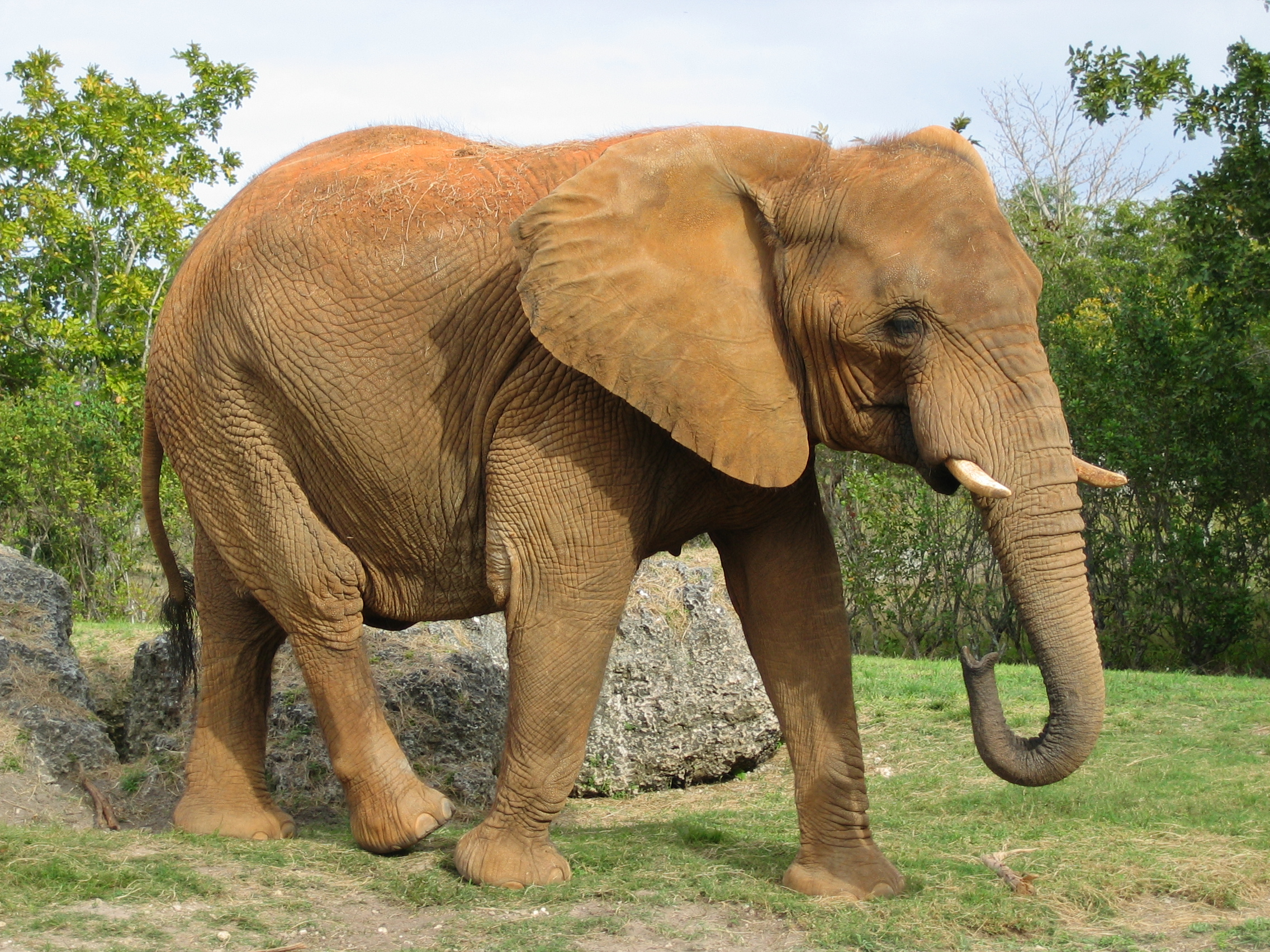
Els proboscidis (a la foto, un elefant africà) són els parents vivents més propers dels sirenis.

Els sirenis tenen avantpassats terrestres comuns amb els proboscidis i de fet en són el grup germà. Hi comparteixen un gran nombre de característiques, com ara la manca de glàndules sudorípares, cosa que suggereix que el seu avantpassat comú era semiaquàtic. Els sirenis i els proboscidis, juntament amb els ja extints desmostils i probablement també els embritòpodes, formen el clade dels tetiteris, anomenats així perquè els membres d'aquest grup evolucionaren a la vora del mar de Tetis. Entre els mamífers encara vivents avui en dia, els damans són molt probablement els parents més propers dels tetiteris. A la seva influent obra Classification of Mammals, Malcolm C. McKenna i Susan K. Bell classificaren tots aquests grups dins l'ordre dels uranoteris, dins del qual els tetiteris formen un subordre i els sirenis un subordre, però aquesta divisió no ha estat represa en classificacions posteriors. Actualment, hom es refereix als «uranoteris» de McKenna i Bell amb el nom de penungulats, que originalment s'aplicava a un tàxon més ample. Segons les investigacions genètiques els penungulats formen part dels afroteris, un dels quatre grups principals d'euteris. En canvi, les investigacions basades en criteris morfològics assignaven els penungulats al grup dels ungulats, actualment considerat polifilètic.

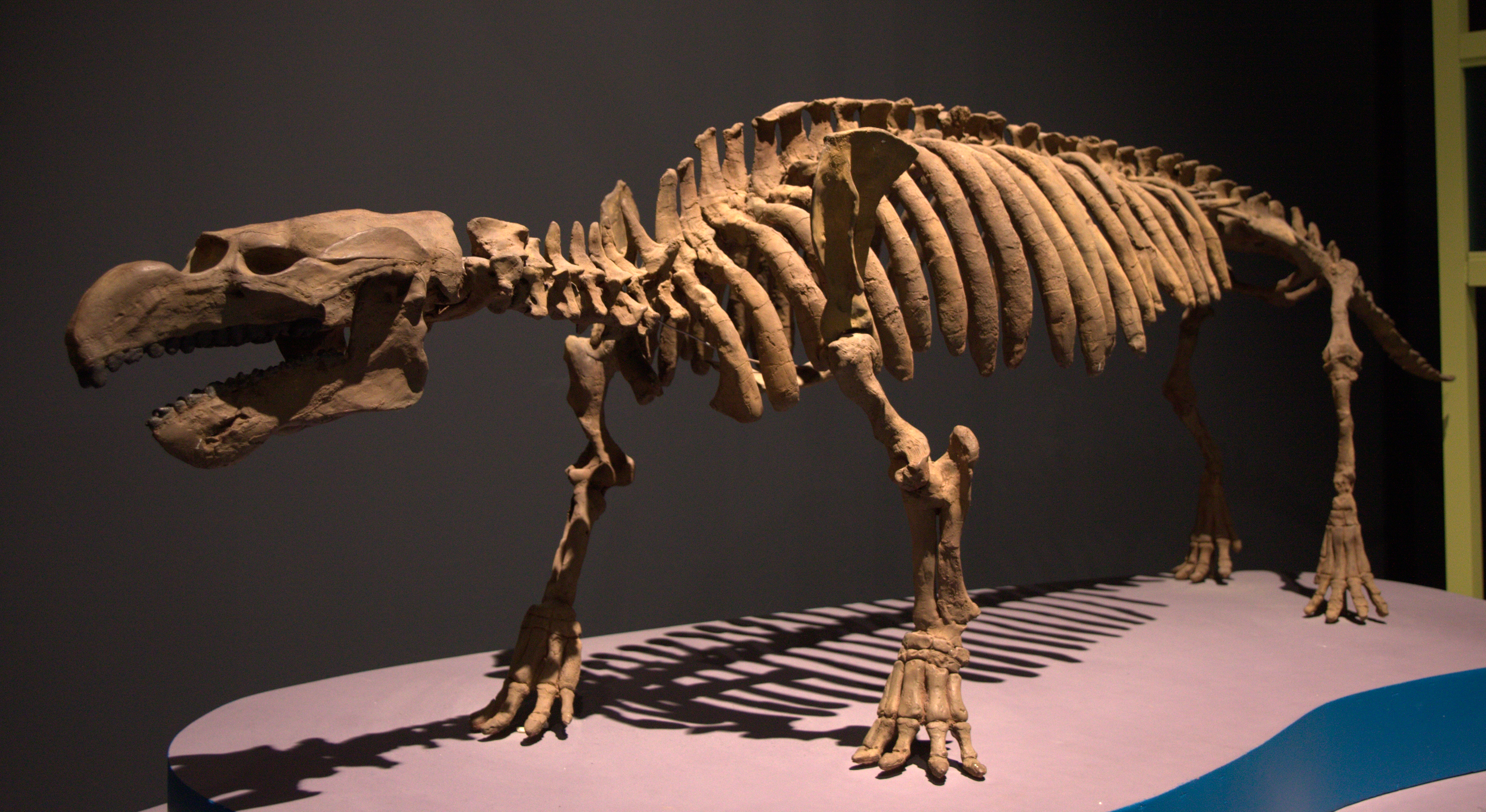
Esquelet de Pezosiren, un sireni quadrúpede extint de l'Eocè inferior de Jamaica

L'ordre inclou els gèneres i espècies recents següents:
- Sirenavus (Eocè mitjà d'Europa; possiblement pertany als prorastòmids)
- Anisosiren (Eocè mitjà d'Europa)
- Prohalicore (Pliocè d'Europa; possiblement pertany als dugòngids)
- Família Prorastomidae (Eocè inferior/mitjà de Jamaica; també inclou un gènere no descrit de l'Eocè inferior o mitjà)
  - Pezosiren (Eocè inferior de Jamaica)
  - Prorastomus (Eocè inferior/mitjà de Jamaica)
- Família Protosirenidae (estesa a l'Eocè mitjà; també inclou un gènere no descrit de l'Eocè mitjà de Florida i Carolina del Nord i possiblement un segon de l'Eocè superior de Florida)
  - Ashokia (Eocè inferior/mitjà de l'Índia)
  - Protosiren (Eocè mitjà d'Egipte, Europa, Àsia meridional i l'est de Nord-amèrica)
- Família Dugongidae (Eocè inferior-actualitat)
  - Miodugong (Miocè de Sri Lanka; pot ser que no sigui un gènere vàlid)
  - Subfamília Halitheriinae (Eocè mitjà-Pliocè mitjà o, possiblement, Pliocè superior)
    - Eotheroides (Eocè d'Europa; Eocè mitjà-Oligocè inferior d'Egipte; Eocè de l'Índia)
    - Eosiren (Eocè d'Europa, Egipte i l'Índia)
    - Prototherium (Eocè inferior/mitjà d'Itàlia i Espanya)
    - Paralitherium (Eocè superior d'Europa)
    - Halitherium (Oligocè de Madagascar, Oligocè inferior-Miocè inferior d'Europa, Oligocè inferior de Nord-amèrica, Oligocè superior-Miocè inferior d'Àsia)
    - Caribosiren (Oligocè superior de Puerto Rico)
    - Metaxytherium (Miocè inferior-Miocè superior o Pliocè inferior de l'Àfrica boreal; Miocè inferior-Pliocè inferior o superior d'Europa; Miocè de Nord-amèrica; Miocè inferior de Puerto Rico; Miocè mitjà de Cuba; Pliocè inferior de Sud-amèrica i Nova Zelanda)
    - Thalattosiren (Miocè mitjà d'Europa; possiblement un exemplar jove de Metaxytherium)

  - Subfamília Dugonginae (Oligocè superior-actualitat; també inclou un gènere no descrit del Pliocè superior de Florida, l'últim representant dels dugòngids a l'oceà Atlàntic)
    - Bharatisiren (Oligocè-Miocè inferior de l'Índia)
    - Crenatosiren (Oligocè superior del sud-oest dels Estats Units)
    - Dioplotherium (Oligocè superior-Miocè mitjà de Nord i Sud-amèrica)
    - Rytiodus (Miocè de Líbia; Miocè inferior d'Europa i possiblement Brasil)
    - Xenosiren (Miocè superior i/o Pliocè inferior de Yucatán)
    - Indosiren (Miocè superior de Java)
    - Corystosiren (Pliocè inferior de Yucatán i Florida)
    - Dugong
      - Dugong (Dugong dugon) (Oceà Índic i oest del Pacífic; no se'n coneixen fòssils)

  - Subfamília Hydrodamalinae (Miocè inferior-1768)
    - Dusisiren (Miocè de l'oest de Nord-amèrica i el Japó)
    - Hydrodamalis (Miocè superior a Plistocè superior de l'oest de Nord-amèrica; possiblement el Pliocè i el Plistocè del Japó; Plistocè superior-1768 al mar de Bering)
      - Vaca marina de Steller (Hydrodamalis gigas) (al voltant de les illes del Comandant, al mar de Bering, extinta el 1768)
- Família Trichechidae (Oligocè superior-actualitat)
  - Subfamília Miosireninae (Oligocè superior-Miocè; també se l'ha classificat dins dels dugòngids)
    - Anomotherium (Oligocè superior d'Europa)
    - Miosiren (Miocè d'Europa)

  - Subfamília Trichechinae (Miocè inferior-actualitat)
    - Sirenotherium (Miocè inferior del Brasil; també se l'ha classificat dins dels dugòngids)
    - Potamosiren (Miocè mitjà de Colòmbia; primer manatí no controvertit)
    - Ribodon (Miocè superior de l'Argentina i Pliocè inferior de Carolina del Nord)
    - Trichechus (Pliocè-actualitat, de l'oceà Atlàntic)
      - Manatí amazònic (Trichechus inunguis) (Conca de l'Amazones)
      - Manatí del Carib (Trichechus manatus) (Plistocè inferior de Florida; encara viu al mar del Carib)
      - Manatí africà (Trichechus senegalensis) (Àfrica occidental)

## Amenaces i protecció

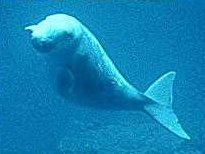
Dugong

Totes les espècies de sireni són caçades per la seva carn pels habitants de les costes on viuen. Es coneixen casos particulars documentats dels indígenes de Nord-amèrica i Meso-amèrica. La seva carn serveix d'aliment i la pell i altres parts del cos es fan servir per diferents usos. William Dampier, el cèlebre corsari i viatger britànic, al seu diari de viatge del 1681 descrigué els manatís del Carib del Golf de Mèxic, així com els del riu Panamà. Allí també descrigué la caça d'aquests animals pels Miskitos i el consegüent consum de la carn com a aliment i l'ús de la pell aspra com a cobertura pels rems o com a fuet pels cavalls. Tanmateix, no hi havia una caça excessiva i només es mataven els animals estrictament necessaris. En canvi, a partir del seu descobriment, la vaca marina de Steller fou perseguida pels caçadors de foques i en foren morts incomptables exemplars. Els últims animals desaparegueren el 1768, només vint-i-set anys després que Georg Wilhelm Steller hagués descobert l'espècie.
La UICN classifica les quatre espècies vivents com a vulnerables. L'amenaça més gran per elles ja no és la caça sinó, sobretot pels manatís del Carib, les embarcacions esportives, que amb les seves hèlixs poden infligir-los greus ferides quan s'acosten a la superfície. Sobretot, a la costa estatunidenca del Golf de Mèxic, s'han establert zones de protecció que estan delimitades per cartells ben visibles; no està permès passar-hi amb embarcacions de motor.
Una altra amenaça és la invasió del seu hàbitat pels humans; a causa del seu metabolisme, per cobrir les seves necessitats energètiques els sirenis necessiten una immensa quantitat de plantes aquàtiques, per la qual cosa requereixen una qualitat de l'aigua molt elevada. La contaminació causada pels humans fa disminuir més i més la qualitat de l'aigua dels hàbitats dels sirenis. Especialment a Sud-amèrica i Àfrica, els rius estan cada dia més contaminats i plens de substàncies tòxiques, per la qual cosa els indrets rics en plantes aquàtiques esdevenen cada cop més rars.

## Aspectes culturals

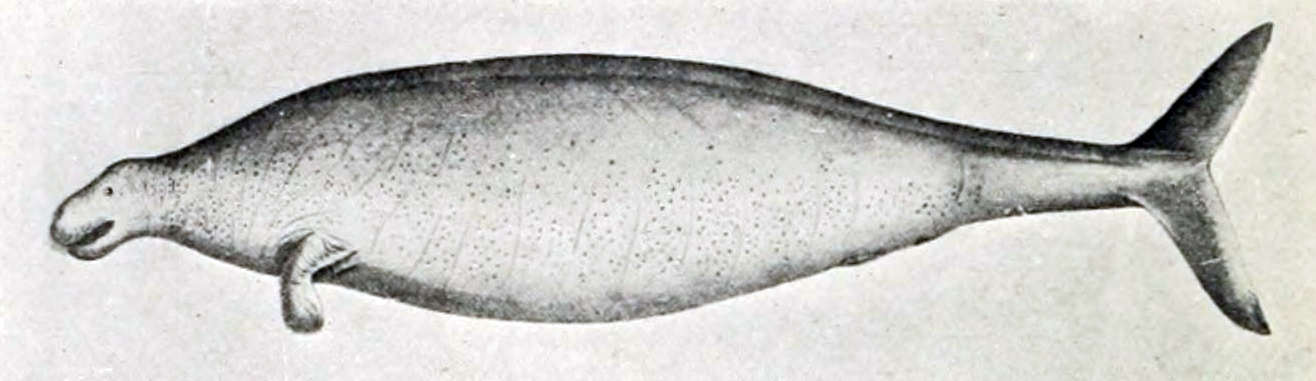
Il·lustració d'una vaca marina de Steller

Els sirenis són relacionats en moltes ocasions amb les sirenes de la mitologia grega. Tanmateix, com que no hi ha cap espècie de sireni que visqui al mar Mediterrani i, per tant, entorn dels grecs, aquesta connexió pot ser descartada. En canvi, els babilonis ja coneixien els «homes-peix», com ara el seu déu Oannes o les deesses Atargatis o Dèrceto, que també es troben entre els grecs en forma de nereides o tritons.
La primera connexió entre els sirenis i els éssers mitològics marins fou traçada evidentment per Cristòfor Colom, que trobà manatís del Carib al Golf de Mèxic i els descrigué com a sirenes. Es creu que aquesta associació és deguda sobretot a les mamelles, situades gairebé al mateix punt que en els humans, així com per l'aparença humana que donaven els ulls situats a la part frontal de la cara. De fet, a distància, és possible confondre un sireni amb un banyista humà.
Tanmateix, el concepte del cant de les sirenes no encaixa gens amb els sirenis. El 1493, Colom escrigué al seu diari de bord que les sirenes del Carib eren molt menys formoses que les que havia observat Horaci.

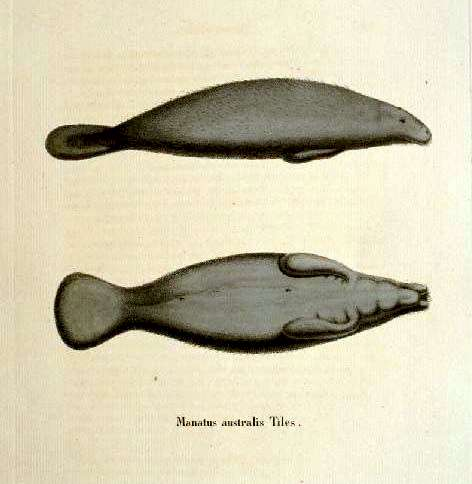
Manatí africà
Il·lustració de J. A. Fleischmann

Jules Verne, a la seva obra Vint mil llegües de viatge submarí, recuperà la descripció dels sirenis com a sirenes; els protagonistes es troben amb una femella de dugong viatjant i la identifiquen com a sirena. En la novel·la, el dugong és caçat i arponat i després envesteix i acaba destruint l'embarcació dels protagonistes, que és un bot del submarí Nautilus. A L'illa misteriosa, el dugong torna a ser descrit com un animal agressiu i perillós que ataca un gos, però que acaba sent presa d'un habitant de les profunditats encara més gros.
El conegut criptozoòleg Bernard Heuvelmans intentà explicar les representacions de sirenis com a sirenes i el 1990 escrigué:
| « | Com que el manatí té un parell de mamelles a l'altura del pit —com el seu cosí, l'elefant, i els humans— i com que el seu cos s'acaba amb una cua semblant a la dels peixos, sempre és vist als dos costats de l'Atlàntic com una meravellosa sirena, malgrat la seva cara lletja (des del nostre punt de vista) —i pels mateixos motius se'l titllà de caníbal i se l'acusà dels crims més malvats. | » |
| — | |   |

Des de la seva extinció, la vaca marina de Steller ha aparegut en múltiples ocasions en llibres i novel·les. Rudyard Kipling en parla a la «Història de la foca blanca» del Llibre de la Selva, en què el protagonista Kotick troba un grup de sirenis que pasturen i que el porten a una platja meravellosament bella.
En el seu llibre Uli der Pächter, Jeremias Gotthelf en feu aquesta bonica descripció:
| « | Tornà a travessar el bassal, tal com un sireni perseguit travessa les canyes. | » |
| — |                                                                               |   |

En la seva obra Kraft und Stoff, Ludwig Büchner utilitza l'extinció de la vaca marina de Steller com a argument per oposar-se a l'abús dels recursos de la natura.
En l'art també apareix el motiu de l'extinció de la vaca marina de Steller. Al segle xix, Johann Andreas Fleischmann realitzà una sèrie d'aiguaforts amb motius de la vaca marina de Steller.